# فرانك هاينيمان
فرانك هاينيمان (بالألمانية: Frank Heinemann)‏ هو لاعب كرة قدم ومدرب كرة قدم ألماني، ولد في 8 يناير 1965 في بوخوم في ألمانيا. لعب مع نادي بوخوم.

## وصلات خارجية
- فرانك هاينيمان على موقع قاعدة بيانات كرة القدم.إي يو (الإنجليزية)
- فرانك هاينيمان على موقع بيانات كرة القدم. دي إي (الألمانية)
- فرانك هاينيمان على موقع عالم كرة القدم.نت (الإنجليزية)